# Хьерадсвётн
Хьерадсвётн (исл. Héraðsvötn) — река на севере Исландии.
Река образуется при слиянии двух рек, Аустари-Йёкюльсау и Вестари-Йёкюльсау, к югу от долины Нордура. Общая протяжённость реки от истоков в ледниках составляет около 130 километров, от места слияния 40 км. Длина эстуария около 20 км. В нижнем течении река разделяется на два рукава, впадающие в Скага-фьорд по обе стороны большого речного острова Хегранес.
Площадь водосборного бассейна 3650 км². Ниже слияния Аустари-Йёкюльсау и Вестари-Йёкюльсау в Хьерадсвётн впадают с востока Нордура, Дьюпадалсау, Тверау и Глюфсау, а с запада Саймундарау и Свартау.
Расход воды 108 м³/с (замеры на гидрологической станции Скагафьордюра), колеблется от 30 м³/с зимой до 170—200 м³/с в летние месяцы.